# Estatua de Juan de Oñate (Alcalde)

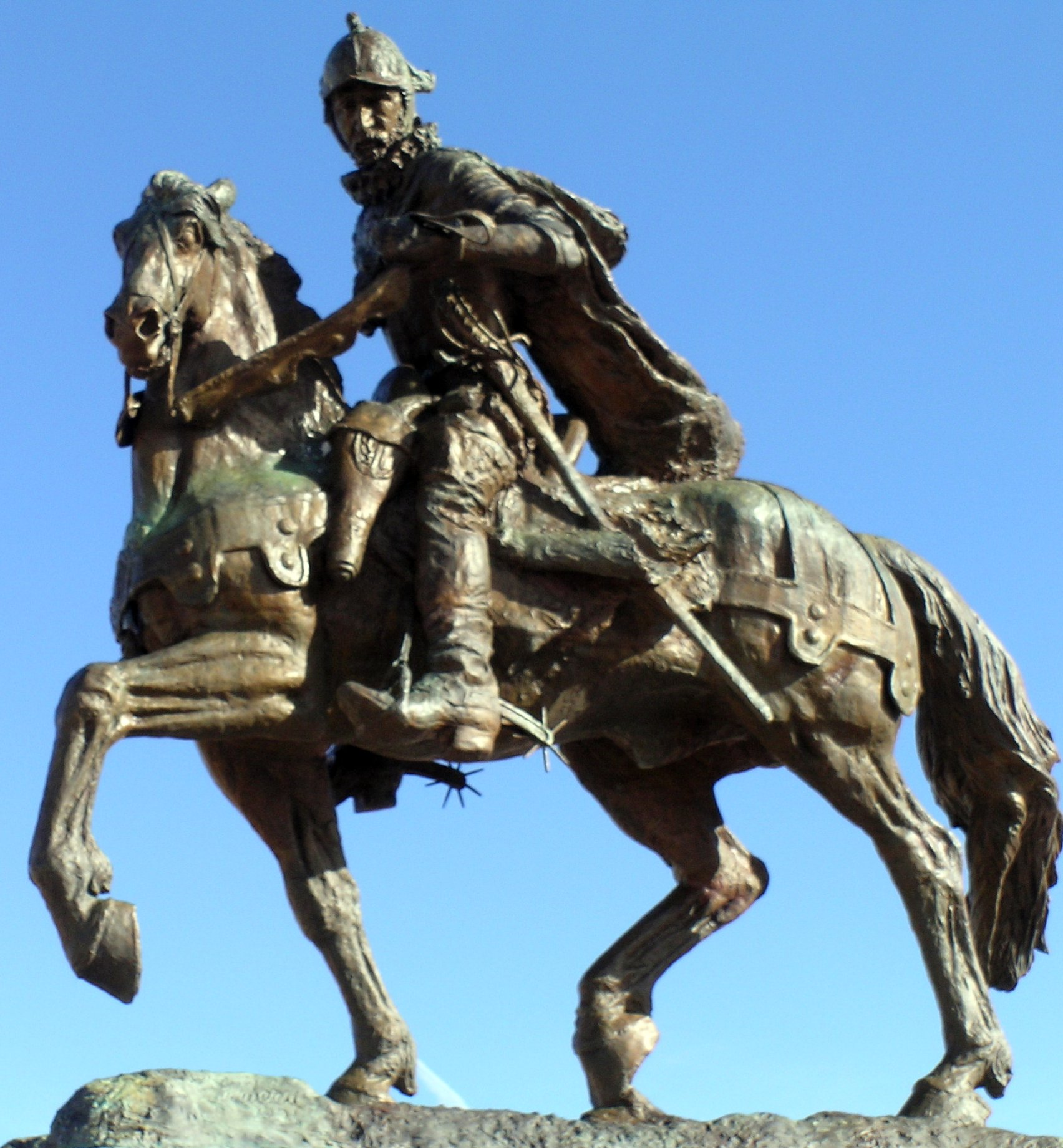
Estatua de Juan de Oñate

La estatua La Jornada es una estatua ecuestre de Juan de Oñate, erigida en 1994 en la localidad de Alcalde (Nuevo México, Estados Unidos) y retirada en junio de 2020.
La estatua de 12 pies (3,7 m) fue fundida en bronce por Reynaldo Rivera y emplazada en el exterior del Centro del Patrimonio Nacional del Norte del Río Grande (hasta 2017, el Centro de Recursos y Visitantes Monumento de Oñate), un centro en la localidad de Alcalde dedicado a la promoción del legado hispánico de la región.

## Actos vandálicos
El 29 de diciembre de 1997, poco antes de las conmemoraciones por el 400 aniversario de la llegada de Oñate a Nuevo México en 1998, la estatua apareció con el pie cortado y una nota en la escena que decía «Lo justo es justo» (Fair is fair). El pie fue refundido pero aún se veía una costura donde las dos piezas se unían. Algunos comentaristas sugirieron dejar la estatua mutilada como un recordatorio simbólico de la Masacre de Acoma, en la que Juan de Oñate ordenó que se amputara el pie a todos los hombres mayores de 25 años y se sometiera a 20 años de servicio personal (una especie de esclavitud) a todos los hombres y mujeres mayores de 12 años.
En 2017, en otro acto de vandalismo, pintaron de rojo el pie izquierdo de la estatua y pintaron las palabras «Recuerden 1680» (Remember 1680, el año de la revuelta de los indios pueblo) en la base del monumento.

## Retirada
El condado de Río Arriba retiró la estatua el 15 de junio de 2020, durante una ola de derribos de estatuas de personajes históricos vinculados con el colonialismo o el esclavismo en protesta por la muerte de George Floyd.